# ساتومی یوشیتاکا
ساتومی یوشیتاکا (به ژاپنی: 里見 義堯 Satomi Yoshitaka)؛ ۱۵۰۷? – ۱۹ ژوئن ۱۵۷۴) سامورایی و رهبر خاندان ساتومی بود.